# Eublemma amabilis
Eublemma amabilis là một loài bướm đêm trong họ Erebidae.